# Have a nice life
Have a nice life（ハヴ・ア・ナイス・ライフ）は、2004年12月1日に発売されたFairlifeの1stオリジナル・アルバム。

## 概要
浜田省吾、水谷公生、春嵐の3人によって結成されたユニットの1stアルバム。多数のゲスト・ミュージシャンが招かれ、豪華なコラボレーションが実現している。基本的には浜田の所属するSMEJ系列の所属ミュージシャンが中心となっている。
作詞を担当した春嵐は、それまで小説やエッセイを書いたことはあったが作詞経験はなかったため、浜田に助言を受けつつ歌詞を完成させた。春嵐に作詞をするよう勧めたのも浜田である。
アルバムの発売に先駆けて、先行シングルとして「永遠のともだち」がリリースされている。

## 収録曲
全作詞：春嵐、全作曲：浜田省吾、全編曲：水谷公生
1. 永遠のともだち feat. 岡野昭仁 from ポルノグラフィティ（album version）
2. 虹 feat. 岸谷香
3. アイラブピース feat. 浜田省吾
4. Siesta feat. 我那覇美奈
5. Virgin feat. 藤岡正明
6. 冬休み feat. 岡野昭仁 from ポルノグラフィティ
7. 左手で書いたラブレター feat. 浜田省吾
8. 小さな夜の下 feat. 我那覇美奈
9. Fish... feat. 藤岡正明
10. 潮騒 feat. 首里フジコ
11. 砂の祈り feat. 浜田省吾（album version）
12. 木霊 feat. 浜田省吾

## 演奏
- 浜田省吾
  - Backing Vocal (#1.2.3.6.7.8.9.11.12)
  - Vocal (#3.7.11.12)
  - Conga (#8)
- 春嵐
  - Voice (#1)
  - Bell (#6)
- 水谷公生
  - Electric Guitar & All Other Instruments (#1.2.3.4.6.7.8.9.11.12)
  - Gut Guitar (#2)
- 岡野昭仁：Vocal (#1.6)
- 岸谷香：Vocal (#2)
- 我那覇美奈
  - Voice (#1)
  - Vocal (#4.8)
  - Backing Vocal (#8)
- 首里フジコ
  - Backing Vocal (#1)
  - Vocal (#10)
- 藤岡正明
  - Backing Vocal (#1)
  - Vocal (#5.9)
- 岡沢茂：Bass (#1.5.10.12)
- 河口修二：Acoustic Guitar (#1.6.11)
- 木村万作：Drums (#2.4.8)
- 森保道：Acoustic Guitar (#4)
- 矢壁アツノブ：Drums (#5.12)
- 西本明
  - Piano (#5.12)
  - Electric Piano (#7.8.11)
- 古川昌義：Acoustic Guitar (#5)
- 古川望：Acoustic Guitar (#10.12)
- 曽我大穂 (CINEMA dub MONKS)：Pianica (#10)